# Eesti Televisioon
Pour les articles homonymes, voir ETV.
Eesti Televisioon (en français : Télévision estonienne), abrégé ETV, est une chaîne de télévision généraliste publique estonienne créée le 19 juillet 1955.

## Historique
À sa création le 19 juillet 1955, la chaîne se nomme Tallinna Televisioonistuudio  ((fr) Studio de télévision de Tallinn) et ne diffuse dans un premier temps que des bulletins d'information. Elle dépend de la Télévision centrale d'URSS, dont elle est un relais en république socialiste soviétique d'Estonie.
Elle change de nom en 1965 pour devenir Eesti Televisioon. Entre 1970 et 1980, des films, des programmes pour enfants, de la musique, des sports et des reportages font leur apparition à l'antenne. Les téléspectateurs de l'ex-URSS ont bien connu le programme populaire de la télévision estonienne Teletutvus ((fr) Télévision connaissance) repris durant la perestroïka sur la Télévision centrale d'URSS. En 1988, son auteur et présentateur, Urmas Ott, a reçu pour cette émission le prix de l'Union des journalistes de l'URSS.
À la suite de la seconde indépendance du pays le 20 août 1991, elle devient la chaîne de télévision publique de la république d'Estonie.
Le 9 janvier 2006, Eesti Televisioon lance sur internet un service d'informations, appelée ETV24. Ce service est également diffusé la nuit sur la chaîne et sur le télétexte.
Eesti Televisioon fusionne le 1er juin 2007 avec le Service Radio estonien, propriétaire de Eesti Raadio pour donner naissance à Eesti Rahvusringhääling (ERR; Estonian Public Broadcasting). Cette fusion est due à la loi estonienne sur la radiodiffusion nationale adoptée par le Parlement estonien le 18 janvier 2007. C'est ainsi que ETV24 est devenu ERR Uudised (ERR Nouvelles en ligne). Le 8 août 2008, Eesti Rahvusringhääling lance une deuxième chaîne publique la télévision numérique terrestre, ETV2.
Le 1er juillet 2010, ETV cesse sa diffusion analogique à la suite de la transition vers la télévision numérique terrestre.

### Union européenne de radio-télévision
Le 1er janvier 1993, Eesti Televisioon est devenue membre de l'Union européenne de radio-télévision. C'est ainsi qu'elle participe depuis 1994 au Concours Eurovision de la chanson. À la suite de la victoire de la chanson estonienne Everybody en 2001, elle organise le Concours Eurovision de la chanson 2002.

## Organisation

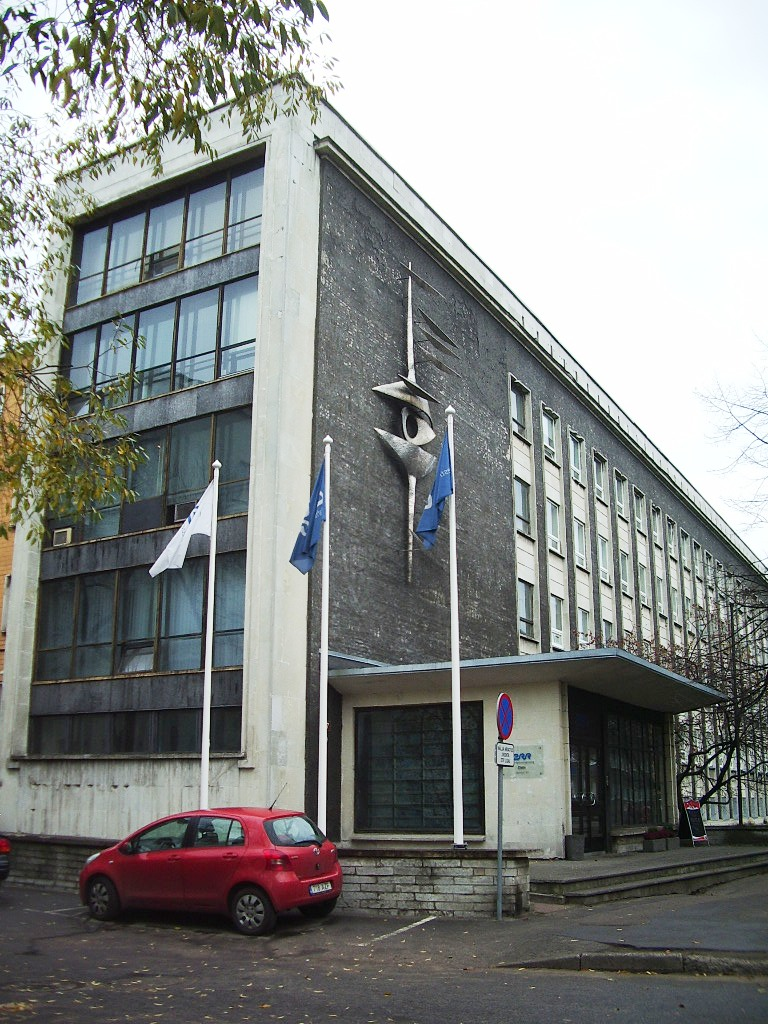
Siège d'ETV à Tallinn, Gonsiori tänav 27.

### Dirigeants
Directeurs
- Vladimir Ivanov : 1er août 1955 - 17 décembre 1955
- Léopold Piip : 17 décembre 1955 - 30 décembre 1971
- Raimund Penu : 30 décembre 1971 - 23 décembre 1974
- Enn Anupõld : 23 décembre 1974 - 3 décembre 1986
- Elvak Rein : 3 décembre 1986 - 21 novembre 1989
- Siimann Mart : 21 novembre 1989 - 13 octobre 1992
- Shein : 13 octobre 1992 - 1er novembre 1997
- Thomas Alder : 1er novembre 1997 - 13 novembre 1999

### Financement
La majeure partie du financement d'ETV provient de subventions du gouvernement. Environ 15% de son financement est assuré par les redevances versées par les radiodiffuseurs commerciaux estoniens en échange de leur droit exclusif à la diffusion de publicités télévisées. ETV a arrêté de diffuser de la publicité en 1998-1999 et a de nouveau cessé de le faire depuis 2002, ses tarifs publicitaires à faible coût ayant été préjudiciables à la capacité des radiodiffuseurs commerciaux de fonctionner. L'introduction d'un système de redevance à payer par les téléspectateurs a été envisagé, mais finalement rejeté face à l'opposition du public.

## Programmes
Les programmes étrangers, et particulièrement les films, font l'objet d'un doublage en estonien conservant les dialogues originaux en anglais ou en russe (un doubleur faisant tous les dialogues) ou d'un sous-titrage en estonien.
- Aktuaalne kaamera : journal télévisé diffusé depuis le 11 mars 1956. Depuis 2009, les bulletins d'information en russe à destination des minorités russophones d’Estonie ne sont plus diffusés par ETV, mais par ETV2.
- Eesti Laul : émission de télé-crochet, utilisée comme émission de sélection pour l'Estonie au Concours Eurovision de la chanson. Elle est diffusée annuellement depuis 2009.